# Dickel

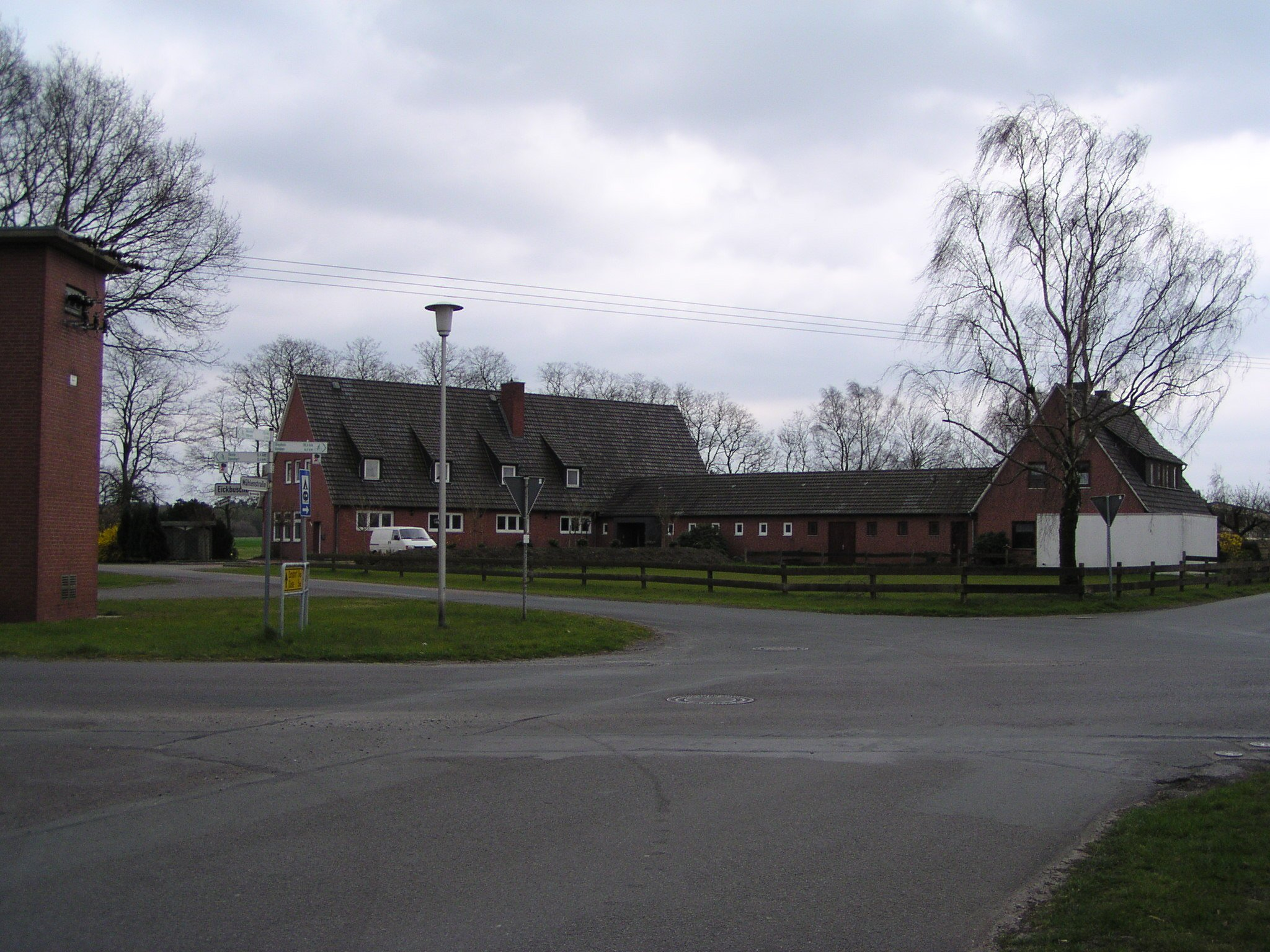
Ehemalige Schule

Dickel ist eine Gemeinde im Landkreis Diepholz in Niedersachsen und gehört der Samtgemeinde Rehden an.

## Geschichte
Die älteste Schreibweise findet man in einer Urkunde des Klosters Corvey aus dem 13. Jahrhundert. Dort wird von 1238 bis ca. 1250 ein Thetmarus de Diekla genannt. Von diesem Adelsgeschlecht ist der Ortsname Dickel abzuleiten. Die Ortschaft Dickel wurde also bereits im 13. Jahrhundert urkundlich ersterwähnt. Zu jener Zeit hatte das Kloster Corvey in Dickel Güter.
| Jahr | Einwohner |
| ---- | --------- |
| 1933 | 542       |
| 1939 | 477       |
| 2004 | 549       |
| 2020 | 467       |
| 2023 | 486       |

## Politik

### Gemeinderat und Bürgermeister
Der Gemeinderat besteht aus sieben Ratsmitgliedern, die alle von der Wählergemeinschaft Dickel (WGD) gestellt werden.
Bürgermeister ist seit der Kommunalwahl vom 12. September 2021 Robert Münning. Gemeindedirektor ist Samtgemeindebürgermeister Magnus Kiene.

### Kommunale Partnerschaften
Die Gemeinde Dickel unterhält eine kommunale Partnerschaft mit Tschechowo im russischen Oblast Kaliningrad.